# Bulgarische Eishockeyliga 2013/14
Die Saison 2013/14 war die 63. Spielzeit der bulgarischen Eishockeyliga, der höchsten bulgarischen Eishockeyspielklasse. Meister wurde zum insgesamt 15. Mal in der Vereinsgeschichte der HK ZSKA Sofia.

## Teilnehmer
Der HK Lewski Sofia zog sich aus finanziellen Gründen aus der Liga zurück und wurde durch die U20-Junioren-Nationalmannschaft ersetzt.
- HK NSA Sofia
- HK Slawia Sofia
- HK ZSKA Sofia
- Bulgarische U20-Nationalmannschaft

## Modus
In der Hauptrunde sollte jede der vier Mannschaften insgesamt sechs Spiele absolvieren. Der Erstplatzierte der Hauptrunde wurde Meister. Für einen Sieg erhielt jede Mannschaft drei Punkte, bei einem Unentschieden gab es einen Punkt und bei einer Niederlage null Punkte.

## Hauptrunde
Die Meisterschaft wurde nach nur 8 ausgespielten Partien Ende Januar 2014 abgebrochen und ZSKA Sofia zum Meister gekürt. Zudem wurde die Mannschaft auch Pokalsieger.
|    | Klub                   | Sp | S | U | N | Tore  | Punkte |
| -- | ---------------------- | -- | - | - | - | ----- | ------ |
| 1. | HK ZSKA Sofia          | 5  | 5 | 0 | 0 | 50:10 | 15     |
| 2. | HK Slawia Sofia        |    |   |   |   | -:-   | 11     |
| 3. | HK NSA Sofia           |    | 1 |   | 1 | -:-   | 4      |
| 3. | U20-Nationalmannschaft | 5  | 1 | 0 | 4 | -:-   | 3      |

Sp = Spiele, S = Siege, U = Unentschieden, N = Niederlagen